# Ransome Drčar
Ransome Drčar, kanadsko-slovenski hokejist, * 17. februar 1968, Thunder Bay, Ontario, Kanada.
Drčar je med sezonama 1985/86 in 1987/88 igral v ligi OHL za moštvo Ottawa 67's. Za tem se je podal v Jugoslavijo, kjer je v jugoslovanski ligi igral v sezoni 1988/89 za Acroni Jesenice ter v sezonah 1989/90 in 1990/91 za KHL Medveščak. S tem si je pridobil pravico nastopa za jugoslovansko reprezentanco, za katero je odigral vseh sedem tekem na Svetovnem prvenstvu B 1991 v Sloveniji. V obeh sezonah pri Medveščaku je osvojil naslov državnega prvaka, kot tudi v sezoni 1991/92 pri moštvu Durham Wasps v British Premier Division. 

## Pregled kariere
Odebeljeno - reprezentančni nastopi, glej tudi Statistika pri hokeju na ledu.
| Moštvo                    | Liga                     | Sezona |    | Redni del | Redni del | Redni del | Redni del | Redni del | Redni del |   | Končnica | Končnica | Končnica | Končnica | Končnica | Končnica |
| ------------------------- | ------------------------ | ------ | -- | --------- | --------- | --------- | --------- | --------- | --------- | - | -------- | -------- | -------- | -------- | -------- | -------- |
| Moštvo                    | Liga                     | Sezona | OT | G         | P         | T         | +/-       | KM        | OT        | G | P        | T        | +/-      | KM       |          |          |
| Ottawa 67's               | OHL                      | 85/86  |    | 66        | 3         | 3         | 6         |           | 70        |   |          |          |          |          |          |          |
| Ottawa 67's               | OHL                      | 86/87  |    | 66        | 4         | 24        | 28        |           | 112       |   | 11       | 3        | 3        | 6        |          | 18       |
| Ottawa 67's               | OHL                      | 87/88  |    | 64        | 8         | 17        | 25        |           | 112       |   | 16       | 1        | 2        | 3        |          | 14       |
| Acroni Jesenice           | Jugoslovanska liga       | 88/89  |    | 22        | 8         | 13        | 21        |           |           |   |          |          |          |          |          |          |
| KHL Medveščak             | Jugoslovanska liga       | 89/90  |    |           |           |           |           |           |           |   |          |          |          |          |          |          |
| KHL Medveščak             | Jugoslovanska liga       | 90/91  |    |           |           |           |           |           |           |   |          |          |          |          |          |          |
| Jugoslavija               | Svetovno prvenstvo B     | 91     |    | 7         | 0         | 0         | 0         |           | 6         |   |          |          |          |          |          |          |
| Durham Wasps              | British Premier Division | 91/92  |    | 4         | 1         | 1         | 2         |           | 8         |   |          |          |          |          |          |          |
| Thunder Bay Thunder Hawks | CoHL                     | 91/92  |    | 48        | 1         | 16        | 17        |           | 58        |   | 13       | 1        | 7        | 8        |          | 14       |
| Skupaj                    |                          |        |    | 277       | 25        | 74        | 99        |           | 366       |   | 40       | 5        | 12       | 17       |          | 46       |